# Schistidium chalubinskii
Schistidium chalubinskii là một loài Rêu trong họ Grimmiaceae. Loài này được Zd. Pilous mô tả khoa học đầu tiên năm 1997.